# I’m Beginning to See the Light
I’m Beginning to See the Light ist ein Lied aus dem Jahr 1944, das von Duke Ellington, Johnny Hodges und Harry James komponiert wurde und einen Text von Don George erhielt. Unterschiedliche Versionen des Stücks waren 1945 in den Vereinigten Staaten und Australien ein Nummer-eins-Hit.

## Entstehung des Liedes
1944 arbeiteten die beiden Bandleader Duke Ellington und Harry James zusammen mit Johnny Hodges an einer Melodie des Stücks I’m Beginning to See the Light, zu dem Don George den Text schrieb, der im selben Jahr auch den Liedtext zu Ellingtons I Ain’t Got Nothin’ But the Blues beigesteuert hatte.
Bandvokalistin bei der ersten Einspielung des Songs war die erst siebzehnjährige Joya Sherrill, die gerade zum Duke Ellington Orchestra gekommen war; Solisten waren hier Johnny Hodges und Posaunist Lawrence Brown.
Der Ellington-Biograph James Lincoln Collier hob hervor, dass I’m Beginning to See the Light die Form des klassischen amerikanischen Populärsongs habe.

“But more than most composers of popular songs, [Ellington] tended to write more consecutive melodies, made up of quite different, even contrasting, phrases, producing more the effect of speech or dialogue. When well done, this system of writing inevitably produces a more interesting and melodically richer tune, although one perhaps correspondingly less acceptable to the ordinary ear.”

Don Georges Songtext von I’m Beginning to See the Light schaffte romantische Vorstellungen wie lantern-shine und rainbows in my wine. George benutzte hierzu eine Liste von „Licht“-Metaphern. Ellingtons Stück war teilweise schwer in Text umzusetzen, da jede A-Sektion aus der gleichen Phrase bestand, die sich drei Mal wiederholt, bevor sich die Melodie schließlich verändert. George erhöhte dieses musikalische Beharren, indem denselben Reim in den ersten drei Strophen jedes Abschnitts wiederholte:

“I never cared much for moonlit skies,

I never winked back at fireflies,

but now that the stars are in your eyes,

I’m beginning to see the light.”

Der Text endet schließlich mit dem Wiederentflammen eines der ältesten Songwriter-Klischees, indem er die Metaphern „Licht“ und „Hitze“ verwob:

“but now that your lips are burning mine, I’m beginning to see the light.”

## Erste Aufnahmen und Erfolge
Die erste Aufnahme entstand durch Duke Ellington and his Famous Orchestra mit Sängerin Joya Sherrill, eingespielt in New York City am 1. Dezember 1944 und erschienen bei RCA Victor. Diese Aufnahme erreichte die amerikanischen Charts, wo sie zwölf Wochen blieb und bis auf Platz 6 kam. Die 1945 entstandene Aufnahme von Mitkomponist Harry James und seinem Orchester und der Sängerin Kitty Kallen war für zwei Wochen ein Nummer-eins-Hit in den Vereinigten Staaten und blieb insgesamt 19 Wochen in den Charts. Im gleichen Jahr entstand noch eine  Coverversion von Ella Fitzgerald mit den Ink Spots, die gleichfalls in die amerikanischen Popcharts kam, dort sechs Wochen blieb und Platz 5 erreichte. In Australien wurde ihre Version ein Nummer-eins-Hit.

## Entwicklung als Jazzstandard
Nachdem sich I’m Beginning to See the Light als Popsong etabliert hatte, wurde er immer wieder auch von Jazzmusikern aufgegriffen und letztlich zu einem beliebten Jazzstandard.
Billy Eckstine nahm den Song mehrmals auf, mit Billy May, Quincy Jones, Bobby Tucker und mit Gil Asky. Ella Fitzgerald sang ihn auch begleitet von der Basie-Band (Ella and Basie!, Verve 1963), mit Arrangements von Quincy Jones. Das Gerry Mulligan Quartet mit Chet Baker nahm den Song 1953 auf. Es folgten dann weitere Instrumental-Versionen von Musikern wie Don Byas, Oscar Pettiford, Art Tatum, Chico Hamilton und Red Norvo. Zu den Vokalisten, die den Song interpretierten, gehören Peggy Lee, Frank Sinatra und 2004 noch Al Jarreau.

## Verwendung auf der Bühne und im Film
Jo Stafford und Paul Weston parodierten das Lied in den 1960er Jahren in Darlene Remembers Duke. I’m Beginning to See the Light wurde 1981 in der Broadway-Show Sophisticated Ladies gesungen. Die Version von Harry James ist in dem Film Mein Hund Skip (2000) zu hören, die von Duke Ellington in dem Film Matrix (1999).